# Jacqueline Nylander Altelius
Jacqueline Nylander Altelius (* 11. Dezember 2000) ist eine schwedische Tennisspielerin.

## Karriere
Nylander Altelius spielt vorrangig auf der ITF Women’s World Tennis Tour, wo sie bislang einen Titel im Doppel gewinnen konnte.

### College Tennis
Von 2019 bis 2023 spielte Nylander für das Damentennisteam der Mustangs der Southern Methodist University.

## Turniersiege

### Doppel
| Nr. | Datum          | Turnier | Kategorie | Belag | Partnerin     | Finalgegnerinnen                    | Ergebnis |
| --- | -------------- | ------- | --------- | ----- | ------------- | ----------------------------------- | -------- |
| 1.  | 13. April 2024 | Telde   | ITF W15   | Sand  | Ida Johansson | Marcelina Podlińska Caroline Werner | 6:3, 6:2 |

## Persönliches
Jacqueline ist die Tochter von Michael Nylander und Schwester von William und Alexander Nylander, alle drei schwedische Eishockey-Nationalspieler und NHL-Spieler.